# یوزف برانک
یوزف برانک (انگلیسی: Josef Beránek؛ زادهٔ ۲۵ اکتبر ۱۹۶۹) بازیکن هاکی روی یخ اهل جمهوری چک بود.
از باشگاه‌هایی که در آن بازی کرده‌است می‌توان به ادمونتون اویلرز، ونکوور کناکز، و فیلادلفیا فلایرز اشاره کرد.